# Betalaïna

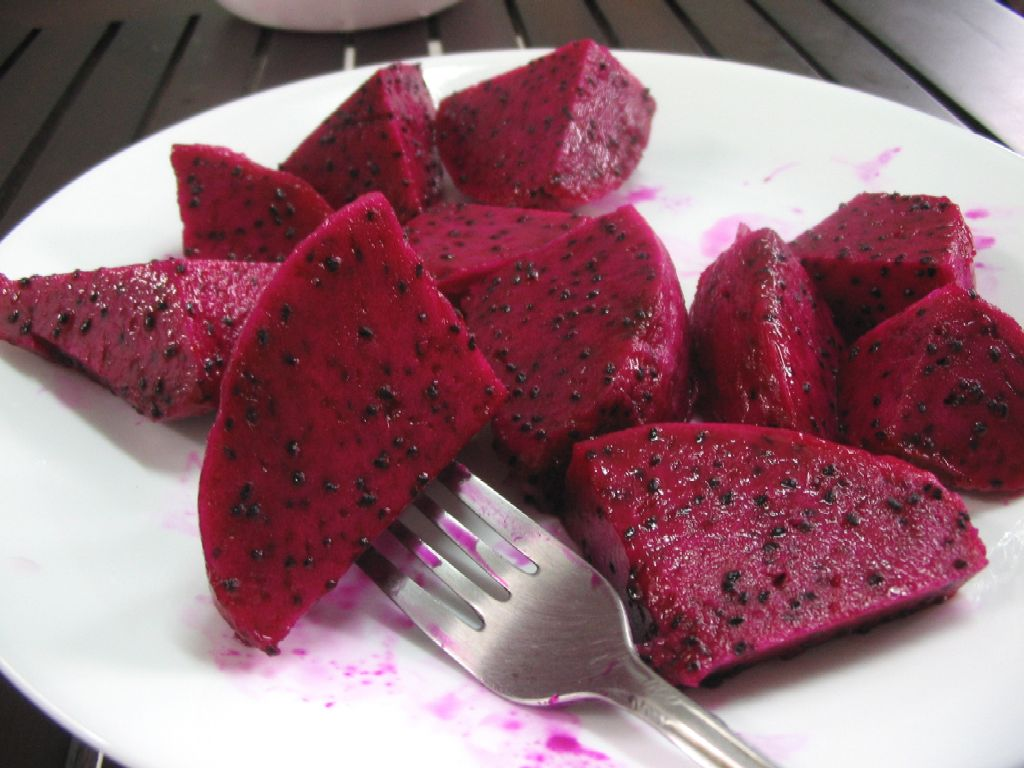
El color roig de la Pitahaya (Hylocereus polyrhizus) prové de les betalaïnes

Les betalaïnes són pigments biològics vegetals en els quals el color varia des d'un viu groc fosc a un viola intens. Es presenten en la major part de les famílies de plantes que pertanyen a l'ordre Caryophyllales. L'exemple més conegut és la remolatxa vermella (Beta vulgaris), i també les plantes ornamentals (mirabilis), els cactus (pitahaya, Figuera de Berberia), la bougainvillia i la Portulaca grandiflora. Alguns bolets com els del gènere Amanita (entre ells Amanita muscaria) i els Hygrocybes deuen el seu color a les betalaïnes.

## Química

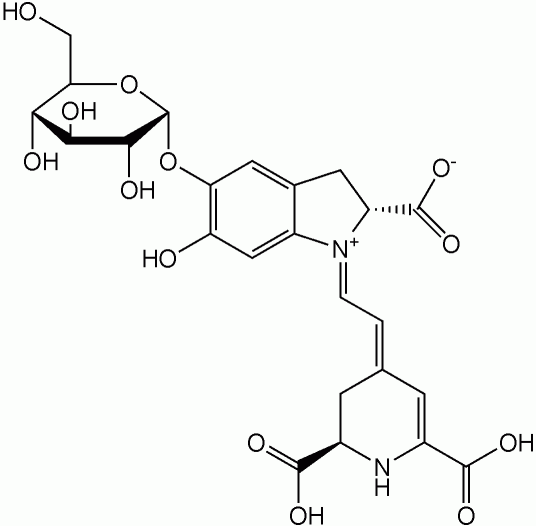
La betanina

El nom betalaïna prové del nom llatí de la bleda-rave (Beta vulgaris), a partir d'aquestes plantes es van extreure i caracteritzar aquests pigments l'any 1958 a Zürich. Les betalaïnes són heteròsids, unes parts de la molècula (cromòfor) s'uneix a un grup osa (sucre simple). El cromòfor deriva de l'aminoàcid tirosina intervenint la dihidroxifenilanina (DOPA).
Hi ha 2 categories de betalaïna:
- Les betacianines, pigments de color roig a viola (betanina).
- Les betaxantines, pigments de color groc a taronja (indicaxantina).[2]

El color i estabilitat de les betalaïnes déepèn del pH. La betalaïna més estudiada és la betanina (o betacianina) i es comercialitza com un colorant natural pels aliments. És un antioxidant que beneficia la salut.